# Noxapater
Noxapater és una població dels Estats Units a l'estat de Mississipi. Segons el cens del 2000 tenia 419 habitants.

## Demografia
Segons el cens del 2000, Noxapater tenia 419 habitants, 171 habitatges, i 121 famílies. La densitat de població era de 161,8 habitants per km².
Dels 171 habitatges en un 30,4% hi vivien nens de menys de 18 anys, en un 48% hi vivien parelles casades, en un 18,7% dones solteres, i en un 29,2% no eren unitats familiars. En el 27,5% dels habitatges hi vivien persones soles el 17,5% de les quals corresponia a persones de 65 anys o més que vivien soles. El nombre mitjà de persones vivint en cada habitatge era de 2,45 i el nombre mitjà de persones que vivien en cada família era de 2,96.
Per edats la població es repartia de la següent manera: un 24,6% tenia menys de 18 anys, un 7,4% entre 18 i 24, un 24,1% entre 25 i 44, un 25,1% de 45 a 60 i un 18,9% 65 anys o més.
L'edat mediana era de 41 anys. Per cada 100 dones de 18 o més anys hi havia 71,7 homes.
La renda mediana per habitatge era de 27.917 $ i la renda mediana per família de 28.750 $. Els homes tenien una renda mediana de 25.500 $ mentre que les dones 18.500 $. La renda per capita de la població era de 13.658 $. Entorn del 16,9% de les famílies i el 18,4% de la població estaven per davall del llindar de pobresa.

## Poblacions més properes
El següent diagrama mostra les poblacions més properes.